# Brdce nad Dobrno
Brdce nad Dobrno – wieś w Słowenii, w gminie Dobrna. W 2018 roku liczyła 68 mieszkańców.